# Esperanza mía
Esperanza mía è una telenovela argentina, avente come protagonisti Lali Espósito e Mariano Martinez, trasmessa in Argentina dal 6 aprile 2015 al 14 gennaio 2016 sul canale El Trece.

## Trama
Julia Albarracín è una ragazza di 21 anni cresciuta in un piccolo paesino con sua madre, Blanca, che muore a causa delle sostanze tossiche utilizzate nella fabbrica dove lavora. Trovate delle prove riguardanti l'impresa, la ragazza fugge a Buenos Aires, incontrando in un autobus Padre Tomás, fratello del proprietario della fabbrica.
Subito tra i due nasce una forte attrazione, che entrambi non prendono in considerazione perché estranei e, soprattutto, perché Julia scopre che Tomás è un prete. Arrivata a Buenos Aires, l'unico suo appoggio è un'amica di sua madre, ovvero la Madre Superiora del Convento Santa Rosa, costruito dai genitori di Tomás. Questa consiglia a Julia di nascondersi nel convento e farsi passare per una novizia di nome Esperanza, al fine d'incastrare gli assassini di sua madre. Nel convento la vita per Esperanza non è facile, dato che deve adattarsi alla nuova vita ecclesiastica, rispettando le severe regole del convento. Con l'aiuto di altre novizie, sue compagne di stanza, riesce a cambiare radicalmente l'idea arcaica di Chiesa e la vita del convento, rivoluzionando soprattutto il suo coro e portandolo persino alla vittoria in un concorso canoro.
Ma in convento Julia trova anche dei nemici, come il gruppo delle "Suore cospiratrici", guidato da Suor Genoveva, che cercano di mettere i bastoni fra le ruote alla novizia. Provano soprattutto a scoprire la verità al fine di controllare il convento e ristabilire un loro ordine, cacciare la Madre Superiora e anche Padre Tomás, i quali hanno una diversa concezione della fede. Per questo non si fermeranno fino a scoprire la verità su Julia e sulla sua falsa vocazione, oltre al suo amore per Tomás. Contemporaneamente si sviluppano anche le storie degli alunni del collegio di Santa Rosa: tra questi vi sono Lola, Pedro, Fede e altri che si intrecciano alla storia dei protagonisti. Ma i guai non sono finiti qui, perché un'altra antagonista è proprio Eva, fidanzata ufficiale di Maximo, fratello di Padre Tomás nonché sua ex fidanzata, ancora innamorata del prete, che lo perseguita e lo provoca continuamente, suscitando la gelosia di Julia. È proprio in questo complicato scenario che iniziano le avventure di Julia la quale, insieme a padre Tomás, diventato parroco del convento, rivoluziona la chiesa, scopre di essere stata adottata e che la sua vera madre è una suora del convento, Suor Clara, e sconvolge la vita di tutti con allegria, musica e soprattutto con l'amore.
Dopo varie peripezie, Tomás capisce di essere innamorato di Esperanza e vuole lasciare l'abito talare, così si reca a Roma in viaggio sacerdotale per lasciare la chiesa, mentre Nicolás si avvicina sempre di più a Esperanza, tanto da fare in modo che lei pensi che Tomás si sia dimenticato di lei, facendole recapitare lettere false. Nicolás dopo un po' di tempo chiede ad Esperanza di sposarlo e lei accetta pensando che Tomás l'abbia dimenticata.
Ma questi, appena scopre del matrimonio, torna a Buenos Aires per impedirne la celebrazione. Esso doveva essere celebrato da Padre Joaquin, tuttavia Tomás ne prende il posto, smascherando Nicolás. Quando Esperanza vede Tomás non può credere ai suoi occhi, e nel momento che avrebbe dovuto pronunciare il "sì",  fugge dalla chiesa inseguita da Tomás. Dopo questa scena piena di emozioni, Tomás scopre che Nicolas aveva inviato delle false lettere a Esperanza e, una volta scoperto l'inganno, Tomás le chiede finalmente la mano.
Il giorno stesso del loro matrimonio, Esperanza decide andare a trovare sua madre al cimitero, ma Nicolás, ancora fuggitivo, ne approfitta per rapirla. Appena Tomás lo scopre, la cerca dappertutto insieme a Jorge. Alla fine trovano Esperanza, mentre Nicolás finisce in prigione.
Dopo qualche giorno Esperanza e Tomás si sposano, e qualche mese dopo Esperanza capisce di essere rimasta incinta di due gemelli. Dopo tante difficoltà, finalmente i due innamorati vivono una vita felice con le loro due bambine, prima di annunciare a tutti di aspettare altri tre gemelli.

## Puntate
| Stagione       | Puntate | Prima TV Argentina | Prima TV Italia |
| -------------- | ------- | ------------------ | --------------- |
| Prima stagione | 192     | 2015-2016          | inedita         |

## Colonna sonora
Il 21 maggio 2015  è stata distribuita in Argentina la colonna sonora della telenovela. L'album contiene un totale di 11 canzoni originali interpretate per lo più da Lali Espósito, ad eccezione di Lo juro por Dios, interpretata dal cantante messicano Carlos Rivera, e Hacia adelante, interpretata dall'attrice argentina Ángela Torres. Eduardo Frigerio e Paul Kirzner hanno composto la maggior parte delle canzoni della colonna sonora e, occasionalmente, hanno ospitato noti cantautori argentini come Luciano Pereyra, Alejandro Sergi di Miranda! e Florencia Bertotti. Lali Espósito ha co-scritto due canzoni con Luis Burgio, Pablo Novello e Peter Akselrad.

### Tracce
1. Lali Espósito – Tengo esperanza (Lali Espósito, Peter Akselrad, Paul Schwartz, Luis Burgio e Gustavo Novello)
2. Lali Espósito – Cómo haremos (Luciano Pereyra, José Luis Micucci e Paul Schwartz)
3. Lali Espósito – Jurame (Lali Espósito, Peter Akselrad, Paul Schwartz, Luis Burgio e Gustavo Novello)
4. Lali Espósito – Gloria (Paul Schwartz, Fernando López e Fedeico Montero)
5. Lali Espósito – El ritmo del momento (Alejandro Sergi)
6. Lali Espósito – Necesito (Paul Schwartz, Fernando López e Fedeico Montero)
7. Ángela Torres – Hacia adelante (Eduardo Frigerio, Paul Schwartz, San Millán e Ciarlo)
8. Carlos Rivera – Lo juro por Dios (Paul Schwartz, San Millán e Eduardo Frigerio)
9. Lali Espósito – Siempre brilla el sol (Paul Schwartz, Fernando López e Fedeico Montero)
10. Lali Espósito – Muero por vos (Paul Schwartz, Florencia Bertotti e Guillermo Lorenzo Fernández)
11. Lali Espósito – Esperanza mía (Lali Espósito, Peter Akselrad, Luis Burgio, Gustavo Novello e Paul Schwartz)

## Riconoscimenti
- Nickelodeon Kids' Choice Awards Argentina[3][4]
  - 2015 – Attrice preferita a Lali Espósito
  - 2015 – Candidatura all'attrice preferita a Ángela Torres
  - 2015 – Candidatura all'attore preferito a Mariano Martínez
  - 2015 – Serie preferita
  - 2015 – Candidatura alla canzone preferita per Tengo esperanza
- Premio Tato
  - 2015 – Candidatura alla ficción diaria
  - 2015 – Miglior attrice protagonista a Lali Espósito[5]
  - 2015 – Candidatura alla miglior attrice di reparto a Rita Cortese
  - 2015 – Candidatura alla miglior attrice di reparto a Jimena Barón
  - 2015 – Candidatura alla cortina musical per Tengo esperanza
- Premio Martín Fierro[6]
  - 2016 – Ficción diaria
  - 2016 – Candidatura all'attrice protagonista di una serie quotidiana a Lali Espósito
  - 2016 – Candidatura all'attrice protagonista di una serie quotidiana a Gabriela Toscano
  - 2016 – Candidatura all'attrice protagonista di una serie quotidiana a Ana María Picchio
  - 2016 – Candidatura all'attore protagonista di una serie quotidiana a Mariano Martínez
  - 2016 – Candidatura all'attore protagonista di una serie quotidiana a Tomás Fonzi
  - 2016 – Candidatura all'attrice di reparto per Jimena Barón
  - 2016 – Candidatura all'attrice di reparto per Rita Cortese
  - 2016 – Rivelazione a Leticia Siciliani
  - 2016 – Rivelazione a Pedro Alfonso
  - 2016 – Cortina musical per Tengo esperanza
- Premios Gardel[7]
  - 2016 – Candidatura al mejor álbum banda de sonido de cine/televisión per Esperanza mía
- Premio Fund TV[8]
  - 2016 – Ficción diaria
- Seoul International Drama Award[9]
  - 2016 – Serie dramática
  - 2016 – Candidatura alla miglior attrice a Lali Espósito
- Premio Argentores[10]
  - 2016 – Telenovela episódica